# Hüttenbach (Naab)
Der Hüttenbach ist ein Bach in den Landkreisen Amberg-Sulzbach und Schwandorf in der Oberpfalz in Bayern. Er entspringt am Südhang des Buchberges, Gemeinde Freudenberg, Landkreis Amberg-Sulzbach, und mündet nach einem 19,7 km langen, recht genau südöstlichen Lauf am nördlichen Ortsrand von Schwarzenfeld in der gleichnamigen Gemeinde im Landkreis Schwandorf von rechts in die Naab.

## Verlauf
Die Quelle des Hüttenbaches liegt südlich der Staatsstraße 2399 im Gebiet der Gemeinde Freudenberg auf etwa 600 m ü. NHN. Der Hüttenbach entspringt in einem Hochtal, das vom 673 Meter hohen Rotbühl im Westen und dem 667 Meter hohen Buchberg im Osten gebildet wird. 500 Meter südwestlich der Quelle befindet sich die Ortschaft Hainstetten. Der junge Bach läuft südostwärts bergab und nimmt von den südwestlich gelegenen Hängen von rechts einige namenlose Bäche auf. Für 1,3 Kilometer fließt der Hüttenbach auf der Grenze zwischen den Gemeinden Freudenberg im Süden und Schnaittenbach im Norden. Dann macht die Gemeindegrenze einen weiten Bogen nach Südwesten und der Hüttenbach fließt nun durch die Gemeinde Schnaittenbach.
Nach 2,5 Kilometern mündet der Zischbach von links in den Hüttenbach. Die Gemeindegrenze kehrt nun zum Hüttenbach zurück und für den nächsten Kilometer bildet der Hüttenbach den Grenzbach zwischen der Gemeinde Schnaittenbach und der Gemeinde Schmidgaden. 490 Meter südöstlich der Mündung des Zischbaches mündet der Kettelgraben von rechts in den Hüttenbach. 450 Meter südöstlich der Mündung des Kettelbaches wird der Hüttenbach im weiteren Verlauf zu zahlreichen Fischweihern aufgestaut. Er verläuft jetzt völlig in der Gemeinde Schmidgaden.
Nach weiteren 1,5 Kilometern münden der Burgwiesgraben und nach weiteren 220 Metern der Eschenbach, beide von links, in den Hüttenbach. Zwischen den Mündungen dieser beiden Bäche berührt der Hüttenbach nochmal die Gemeindegrenze zwischen Schnaittenbach im Norden und Schmidgaden im Süden.
750 Meter südöstlich der Mündung des Eschenbaches mündet von links der Michlbach und von rechts ein unbenannter wasserreicher Bach der ebenfalls stark für die Fischzucht genutzt wird und zahlreiche Fischweiher speist. Bei der Mündung des Michlbaches liegt die Scharlmühle.
Jetzt ändert der Hüttenbach seinen Lauf mehr in südliche Richtung, bedingt durch den 498 Meter hohen Geißberg, der ihn nach Osten begrenzt. Nach weiteren 830 Metern mündet von rechts der Espanbach. Hier fließt der Hüttenbach zwischen der Einöde Rödlmühle im Westen und dem Weiler Badhaus im Osten hindurch.
Der Hüttenbach umfließt nun einen Hügel in leichtem westlichem Bogen. Am Nordrand von Inzendorf nimmt er seine südöstliche Hauptrichtung wieder auf. 720 Meter südöstlich von Inzendorf mündet von links der Tradlbach. Der Hüttenbach passiert nun die Kadermühle an deren südlichem Ortsrand der Ochsenbach von links mündet.

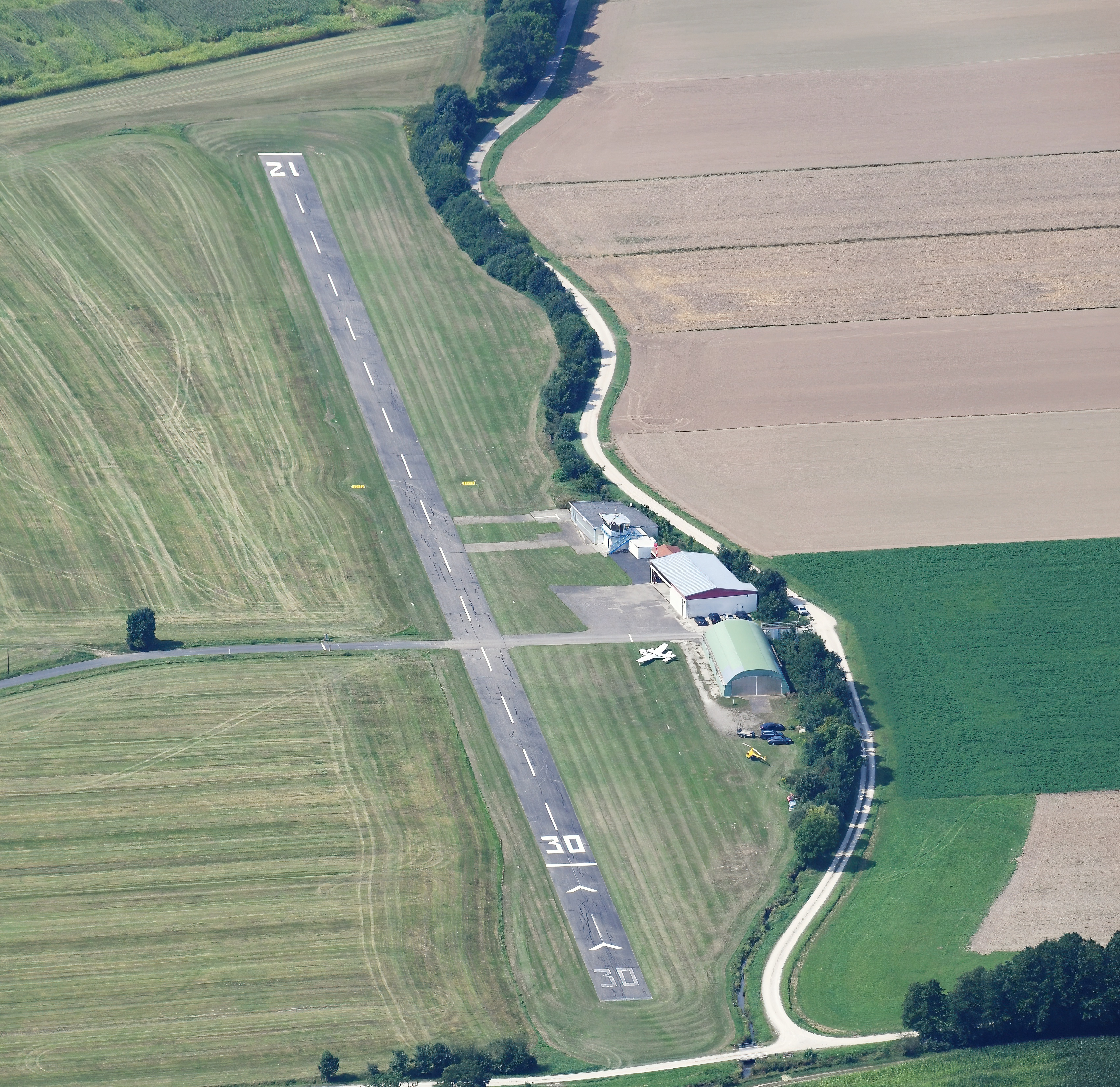
Mündung des Schwärzerbaches (von oben kommend) in den Hüttenbach (am unteren Bildrand rechts). Blick von Südosten.

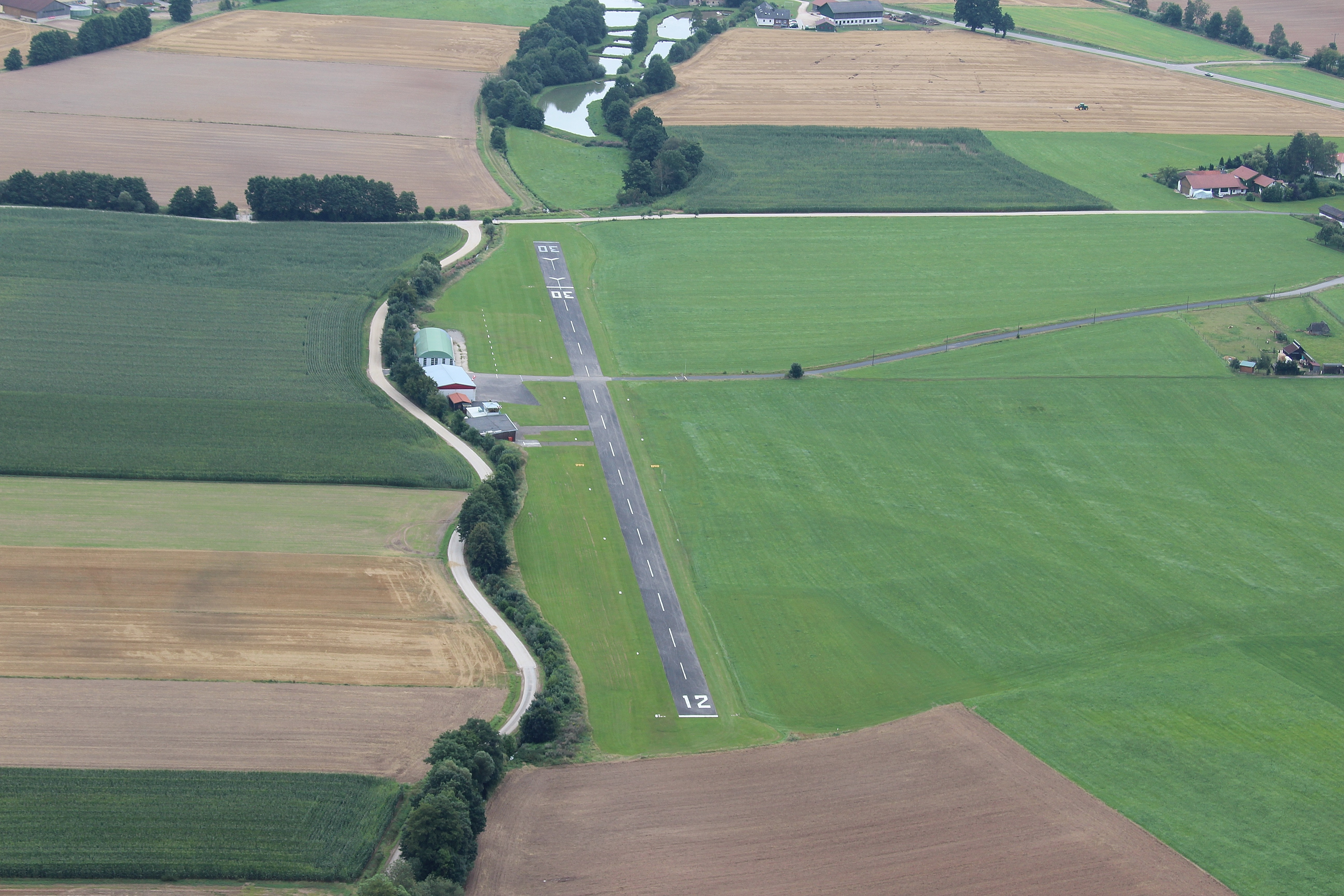
Der Hüttenbach kommt von der rechten oberen Bildseite, der Schwärzerbach kommt von rechts unten und mündet in den Hüttenbach. Direkt rechts neben der Mündung knickt der Hüttenbach nach oben ab und fließt durch mehrere Fischweiher oben aus dem Bild hinaus. Blick von Nordwesten.

Bedingt durch Hügel im Osten weicht der Hüttenbach erneut in einem Bogen nach Westen aus. 390 Meter südwestlich der Kadermühle mündet der Krumbach von rechts. Direkt bei der Mündung des Krumbaches unterquert der Hüttenbach die Bundesautobahn 6 und fließt weiter nach Süden. 13,31 Kilometer von der Quelle des Hüttenbaches entfernt mündet am Nordrand des Flugplatzes von Schmidgaden von rechts der Schwärzerbach. Hier nimmt der Hüttenbach seine Hauptfließrichtung nach Südosten wieder auf.
Direkt nach der Mündung des Schwärzerbaches spaltet sich der Hüttenbach für eine Strecke von ungefähr 600 Metern in einen nordöstlichen Arm, der Fallbach genannt wird und einen südwestlichen Arm. Zwischen diesen beiden Armen, die mit etwa 50 Meter Abstand parallel zueinander laufen, befinden sich 9  große und kleine Fischweiher. In den nordöstlichen Arm mündet 40 Meter vor der Wiedervereinigung der beiden Arme von links der Altbach. Dieser Altbach nimmt 140 Meter vor seiner Mündung in den Fallbach von links das Eselsbachel auf. Dieses Eselsbachel ist die Fortsetzung des Ebertsbierlbaches, der bei Freiung in Dränageröhren im Untergrund verschwindet. Bei dieser etwas unübersichtlichen Vereinigung mehrerer Bäche und Seitenarme liegt die  Vierbruckmühle.
Nachdem der Hüttenbach die Vierbruckmühle passiert hat, unterquert er die Staatsstraße 2040 und passiert die Säulnhofer Mühle. Zwischen Vierbruckmühle und Säulnhofer Mühle, 520 Meter nach der Mündung des Schwärzerbaches, mündet von rechts der Lohgraben. Der Hüttenbach fließt nun nördlich am Dorf Grafenricht vorbei, wo er die Staatsstraße 2156 unterquert. 740 Meter östlich von Grafenricht, 1,91 Kilometer nach der Mündung des Lohgrabens, mündet der Stullner Ochsenbach von links in den Hüttenbach.
Der Hüttenbach unterquert nun die Bahnstrecke Regensburg–Weiden und wendet sich nach Südwesten. 820 Meter nach der Unterquerung der Bahnstrecke fließt der Hüttenbach in die Gemeinde Schwarzenfeld und wird zum Grenzbach zwischen der Gemeinde Stulln und der Gemeinde Schwarzenfeld. Westlich des Miesberges am Nordwestrand von Schwarzenfeld mündet der Miesgraben von rechts in den Hüttenbach. 350 Meter weiter mündet der Hüttenbach in die Naab.

## Mühlen am Hüttenbach
Der Hüttenbach passiert in seinem Verlauf die Zißlmühle, die Scharlmühle, die Rödlmühle, die Kadermühle, die Vierbruckmühle und die Säulnhofer Mühle. Diese Mühlen wurden teilweise, wenn auch nicht namentlich, bereits im 16. Jahrhundert erwähnt.

## Benannte Zuflüsse
Von der Quelle zur Mündung. Auswahl.
- Zischbach von links
- Kettelgraben von rechts
- Burgwiesgraben von links
- Eschenbach von links
- Michlbach von links
- Tradlbach von links
- Ochsenbach von links
- Krumbach von rechts
- Fallbach, Altbach, Eselsbachel (weiter nördlich: Ebertsbierlbach) von links
- Schwärzerbach von rechts
- Lohgraben von rechts
- Stullner Ochsenbach von links
- Miesgraben von rechts